# Wiaczesław Sołowjow
Wiaczesław Dmitrijewicz Sołowjow (ros. Вячеслав Дмитриевич Соловьёв; ur. 14 stycznia 1925 na stacji kolejowej Wieszniaki, w guberni moskiewskiej, zm. 7 września 1996 w Moskwie) – rosyjski piłkarz, grający na pozycji napastnika, a wcześniej pomocnika, trener piłkarski.

## Kariera piłkarska

### Kariera klubowa
Uczestniczył w Wielkiej Wojnie Ojczyźnianej. W 1944 rozpoczął karierę piłkarską w moskiewskiej drużynie Lokomotiw Moskwa, skąd w następnym roku przeszedł do CDKA Moskwa, który w 1951 zmienił nazwę na CDSA Moskwa. Po tym, jak w 1952 CDSA po 3 kolejkach rozformowano przez nieudany występ reprezentantów klubu na Igrzyskach Olimpijskich w Helsinkach, został piłkarzem MWO Moskwa. W 1953 po 6 kolejkach również MWO został rozformowany i piłkarz przeniósł się do Torpeda Moskwa. W 1954 zakończył karierę piłkarską.

## Kariera trenerska
W 1954 rozpoczął karierę trenerską. Najpierw do 1957 pracował z drużyną Krylja Sowietow Kujbyszew. W 1959 konsultował chińskie kluby piłkarskie. W lipcu 1959 objął stanowisko głównego trenera oraz dyrektora w klubie Dynamo Kijów, z którym w 1961 zdobył pierwsze mistrzostwo ZSRR w historii kijowskiego klubu. Od września 1962 do czerwca 1964 prowadził olimpijską reprezentację ZSRR. Od 1963 trenował kluby CSKA Moskwa, Dinamo Moskwa, Dinamo Tbilisi, Paxtakor Taszkent, Neftçi PFK, Tawrija Symferopol, Pamir Duszanbe, Ałga Biszkek i CSKA Taszkent. Również zajmował stanowiska dyrektora klubu Dinamo Leningrad i ESzWSM Moskwa oraz wicemistrza Zarządu Federacji ZSRR. W 1958, 1983 i 1984 pracował na stanowisku trenera państwowego. Pod jego kierownictwem awans do Wyższej Ligi zdobył w 1956 Krylja Sowietow Kujbyszew, w 1972 Paxtakor Taszkent, a do Pierwszej ligi w 1987 Tawrija Symferopol. Zmarł 7 września 1996 w Moskwie w wieku 71 lat. Pochowany na Cmentarzu Wostriakowskim w Moskwie.

## Sukcesy i odznaczenia

### Sukcesy klubowe
- mistrz ZSRR: 1946, 1947, 1948, 1950, 1951
- wicemistrz ZSRR: 1949
- brązowy medalista Mistrzostw ZSRR: 1953
- zdobywca Pucharu ZSRR: 1948, 1951

### Sukcesy trenerskie
- mistrz ZSRR: 1961
- wicemistrz ZSRR: 1960
- brązowy medalista Mistrzostw ZSRR: 1967
- mistrz Pierwszej ligi ZSRR: 1956, 1972
- mistrz Drugiej ligi ZSRR: 1987

### Odznaczenia
- tytuł Mistrza Sportu ZSRR: 1961
- tytuł Zasłużonego Trenera Ukraińskiej SRR: 1961
- tytuł Zasłużonego Trenera Gruzińskiej SRR: 1968
- tytuł Zasłużonego Trenera Uzbeckiej SRR: 1972
- odznaczony Orderem „Znak Honoru”